# José Márcio Ayres
José Márcio Corrêa Ayres (Belém, 21 de fevereiro de 1954 – Nova Iorque, 7 de março de 2003) foi um cientista brasileiro que estudou os primatas da Amazônia e idealizou a criação das reservas de desenvolvimento sustentável Mamirauá e Amanã. Além de ser biólogo preocupado com a conservação da biota, Ayres preocupou-se com o bem-estar das populações humanas na Amazônia. O modelo de participação comunitária que ele implantou em Mamirauá, para definir as políticas de gerenciamento da reserva, foi uma inovação importante.

## Carreira
Formou-se em 1976 pela Universidade de São Paulo (USP) em Ciências Biológicas. Em 1981, iniciou o mestrado em primatologia, no Instituto Nacional de Pesquisas da Amazônia (INPA), quando tratou da gestão de unidades de conservação. Doutorou-se na Universidade de Cambridge, em 1986, com a tese "Os Uacaris Brancos e a Floresta Amazônica Inundada".
Ayres dedicou-se ao desenvolvimento sustentável da Amazônia. Junto com outros ambientalistas e pesquisadores fundou o Instituto de Desenvolvimento Sustentável Mamirauá, que desenvolve há mais de 20 anos pesquisas na região da Amazônia Central. Seu trabalho lhe rendeu o Prêmio Rolex.

## Morte
José Márcio Ayres faleceu em 7 de março de 2003 na cidade de Nova Iorque, em decorrência de um câncer de pulmão. Ele deixou dois filhos.